# Glennville
Glennville is een plaats (city) in de Amerikaanse staat Georgia, en valt bestuurlijk gezien onder Tattnall County.

## Demografie
Bij de volkstelling in 2000 werd het aantal inwoners vastgesteld op 3641.
In 2006 is het aantal inwoners door het United States Census Bureau geschat op 5131, een stijging van 1490 (40.9%).

## Geografie
Volgens het United States Census Bureau beslaat de plaats een oppervlakte van
17,1 km², waarvan 17,0 km² land en 0,1 km² water. Glennville ligt op ongeveer 52 m boven zeeniveau.

## Geboren in Glennville
- Katelyn Tarver (2 november 1989), Amerikaans zangeres, songwriter, actrice en model

## Plaatsen in de nabije omgeving
De onderstaande figuur toont nabijgelegen plaatsen in een straal van 28 km rond Glennville.